# Carlowrightia pectinata
Carlowrightia pectinata är en akantusväxtart som beskrevs av Townshend Stith Brandegee. Carlowrightia pectinata ingår i släktet Carlowrightia och familjen akantusväxter. Inga underarter finns listade i Catalogue of Life.